# Krzysztof Nowak (matematyk)
Krzysztof Jan Nowak – polski matematyk, doktor habilitowany nauk matematycznych. Specjalizuje się w geometrii algebraicznej, rzeczywistej i zespolonej geometrii analitycznej. Profesor Katedry Teorii Osobliwości Instytutu Matematyki Wydziału Matematyki i Informatyki Uniwersytetu Jagiellońskiego.

## Życiorys
Matematykę ukończył na Uniwersytecie Jagiellońskim, gdzie następnie rozpoczął studia doktoranckie. Stopień doktorski uzyskał w 1992, broniąc pracy pt. Endomorfizmy injektywne przestrzeni algebraicznych, przygotowanej pod kierunkiem Kamila Ruska. Habilitował się na macierzystej uczelni w 2002 na podstawie oceny dorobku naukowego i publikacji Improper Intersections in Complex Analytic Geometry.
Swoje prace publikował w takich czasopismach jak m.in. "Mathematische Annalen", „Advances in Geometry”, „Annales Polonici Mathematici", „Selecta Mathematica”, „International Journal of Mathematics" oraz „Bulletin of the Polish Academy of Sciences. Mathematics".
Należy do Polskiego Towarzystwa Matematycznego.